# 姚学智
姚学智（1919年11月—2017年3月20日），河南新安县人，中华人民共和国政治人物。

## 生平
1944年10月，参加革命工作，同年10月加入中国共产党。1946年3月，担任山西省王屋县高小校长。1947年9月，任中共新安县县委秘书。1955年10月，任中共河南省委农工部副处长、办公室主任。后升任河南商水县委书记；舞阳工区郊委党委书记；1979年2月，中共河南省委任命姚学智为尉氏县革委会主任。1971年12月，任中共商水县委书记。1978年3月，任中共尉氏县委书记。1979年12月，任中共开封地委纪委副书记、书记。1983年11月，离休。2017年3月20日在开封逝世，享年98岁。